# ألف نيوبولد
ألف نيوبولد (بالإنجليزية: Alf Newbold)‏ (7 أغسطس 1921 في المملكة المتحدة - 2002) هو لاعب كرة قدم بريطاني (وحمل سابقاً جنسية المملكة المتحدة لبريطانيا العظمى وأيرلندا) في مركز الدفاع. لعب مع نيوبورت كونتي وهدرسفيلد تاون ونادي ووستر سيتي.